# Spodek (Mütze)

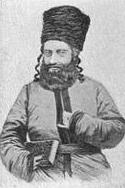
Rabbiner Zwi Hirsch Chajes mit Spodek (um 1850)

Der Spodek oder Spodik (jiddisch ספּאָדﬠק, ספּאָדיק Pl. ספּאָדﬠקעס, ספּאָדיקעס spodekes, spodikes) ist eine hohe, oben flache Pelzmütze von konischer Form. Im Gegensatz zum Schtreimel, der eher breit und nicht hoch ist, ist der Spodik, von dem es mehrere Varianten gibt, länglich, hoch und schlank.

## Verwendung
Der Spodik wird am Sabbat und an den jüdischen Feiertagen von den erwachsenen männlichen Angehörigen chassidischer Gemeinschaften getragen, die – wie etwa die Gerer – ganz überwiegend aus Kongresspolen stammen. Der Schtreimel hingegen ist in den aus Galizien, der Bukowina, Rumänien und Ungarn kommenden Gruppierungen üblich.